# Циленьть, Валерий Антонович
Валерий Антонович Циленьть (род. 29 сентября 1969, Лида, Гродненская область) — белорусский борец греко-римского стиля, призёр чемпионата мира, бронзовый призёр летних Олимпийских игр 1996 года в Атланте, участник двух Олимпиад.

## Карьера
Родился в 1969 году в городе Лида, где в возрасте 10 лет начал заниматься борьбой в ДЮСШ № 2 БФСО «Динамо» у Анатолия Поплавского.
В 1986 году закончил  Республиканскую школу интернат спортивного профиля.
В 1995 году закончил факультет физической культуры ГрГУ имени Я. Купалы.
Выступал в средней (до 82 кг) и полутяжёлой (до 84-85 кг) весовых категориях.
На чемпионате мира 1993 года в Стокгольме занял 4-е место.
На чемпионате мира 1994 года в Тампере в первом круге выиграл латвийца Юрия Жигало (10-0), во втором круге на туше выиграл хорвата Давора Лукича, в третьем круге выиграл израилетянина Гочу Цичиашвили (6-3), в полуфинале проиграл фину Туомо Карила (2-5), в схватке за выход в бронзовый финал выиграл чеха Павла Фринта (10-2), в схватке за третье место выиграл кубинца Алексиса Банеса (5-1) и завоевал бронзу чемпионата мира.
На летних Олимпийских играх 1996 года в Атланте Валерий Циленьть победил бельгийца Жан-Пьера Ваффларда (10-0) и киргиза Раатбека Санатбаева (1-7), но проиграл турку Хамзе Ерликая (5-0). Затем белорус победил россиянина Сергея Цвира (0-10), шведа Мартина Лидберга (1-4), казаха Даулета Турлыханова (4-0) и завоевал олимпийскую бронзу.
В 1999 году выиграл Гран-при Ивана Поддубного в Москве.
На следующих Олимпийских играх в Сиднее на групповом этапе Валерий Циленьть победил со счетом (3-0) россиянина Александра Меньщикова, со счетом (1-6) проиграл украинцу Вячеславу Олейнику и ввиду предыдущего проигрыша украинца россиянину со счетом (0-2), по сумме набранных очков занял первое место в группе. В следующем раунде со счетом (5-6) проиграл схватку грузину Мухрану Вахтангадзе. В схватке за 5-е место со счетом (0-4) выиграл у кубинца Луиса Мендеса. После дисквалификации норвежца Фрица Онеса занял 4-е место в итоговом протоколе.
В 2001 году стал серебряным призёром Гран-при Ивана Поддубного в Москве.
В 2005 году в Вильнюсе стал бронзовым призёром чемпионата мира среди военнослужащих.
С 2007 года в Лиде проходит международный турнир по греко-римской борьбе на призы Валерия Циленьтя.